# Nachrichtendienstliches Informationssystem
Das Nachrichtendienstliche Informationssystem und Wissensnetz (NADIS-WN) ist ähnlich dem polizeilichen Informationssystem INPOL ein aus den 1970er Jahren stammendes nichtöffentliches automatisiertes Datenverbundsystem in Deutschland, an dem die Verfassungsschutzbehörden des Bundes und der Länder beteiligt sind.
Anfang 2024 waren 4.086.988 personenbezogene Eintragungen in NADIS enthalten, Anfang 2023 3.921.887. Die Anzahl der personenbezogenen Eintragungen im NADIS lag zu Beginn des Jahres 2013 bei 1.597.968 (Anfang 2012: 1.507.168), davon 1.202.279 Eintragungen (75,2 %, Anfang 2012: 74,4 %) aufgrund von Sicherheitsüberprüfungen oder Zuverlässigkeitsüberprüfungen. Anfang 2008 waren von Bund und Ländern gemeinsam im Nachrichtendienstlichen Informationssystem 1.172.797 (Anfang 2007: 1.047.933; Anfang 2006: 1.034.514) personenbezogene Eintragungen  enthalten, davon 618.284 Eintragungen (52,7 %) aufgrund von Sicherheitsüberprüfungen (Anfang 2007: 57,1 %).
Die rechtlichen Grundlagen für die Erhebung, Speicherung und Verarbeitung von personenbezogenen Daten finden sich in den Verfassungsschutzgesetzen.
NADIS enthält keine Inhalte über vorliegende Erkenntnisse über Personen, sondern lediglich Personendaten. Die meisten in NADIS erfassten Personen sind in sicherheitsrelevanten Bereichen tätig und wurden durch Verfassungschutzmaßnahmen überprüft. Eine Erfassung in NADIS bedeutet daher nicht zwangsläufig, dass die betreffende Person einen extremistischen Hintergrund besitzt. V-Leute des Verfassungsschutzes werden aus Sicherheits- und Schutzgründen nicht in NADIS erfasst.
Der Sicherheitsexperte Janusz Piekałkiewicz hielt NADIS für ein wichtiges Instrument des Verfassungsschutzes zum Profiling, mit dem die verschiedenen charakteristischen Verhaltensweisen von Zielpersonen als Muster gespeichert werden und so der Kreis der Verdächtigen eingeengt werden kann.
Das Unabhängige Landeszentrum für Datenschutz Schleswig-Holstein kritisierte, dass NADIS „entgegen den Bestimmungen im Bundesverfassungsschutzgesetz nicht nur als System zum Wiederauffinden von Akten, sondern auch als eine Recherchedatei für operative Zwecke des Geheimdienstes genutzt“ werde. In NADIS des Bundesamtes würden zudem neben den eigentlichen Personalien auch Angaben zu Kraftfahrzeugen, Schließfach-, Konto- und Telefonnummern gespeichert.
Der Jurist Michael Ostheimer sieht im regen Informationsaustausch des Verfassungsschutzes mit der Polizei, der im Falle des Bundeskriminalamtes unmittelbar über NADIS erfolgt, eine gefährliche Verflechtung polizeilicher und nachrichtendienstlicher Informationen, durch die das verfassungsrechtliche Gebot der Trennung von Nachrichtendiensten und Polizei ausgehöhlt werde und forderte daher die Abschaffung von NADIS.
Im April 2008 stoppte Bundesinnenminister Wolfgang Schäuble die Einführung des Nachfolgesystems NADIS-neu, da er ähnliche Probleme und Kostenüberschreitungen wie bei der Einführung von INPOL-neu befürchtete. Über ein neues System sollte erst 2010 entschieden werden. In der zweiten Jahreshälfte 2011 sollte NADIS mit einer Volltextsuche ausgestattet werden, die auch Daten von unbescholtenen Bürgern liefert, welche unwissentlich Kontakt zu Zielpersonen hatten.
Am 24. Juni 2012 schließlich wurde das modernisierte System NADIS-WN (Nachrichtendienstliches Informationssystem und Wissensnetz) eingeführt. Damit wurden nach eigenen Angaben „die gesetzlich zulässigen Speicher- und Analysemöglichkeiten optimiert“.